# Liste des titres musicaux numéro un aux États-Unis en 1977
Voici la liste les titres musicaux ayant eu le plus de succès au cours de l'année 1977 aux États-Unis d'après le magazine Billboard.

## Historique
| Date         | Artiste(s)                        | Titre                                       | Référence |
| ------------ | --------------------------------- | ------------------------------------------- | --------- |
| 1er janvier  | Rod Stewart                       | Tonight's the Night (Gonna Be Alright)      |           |
| 8 janvier    | Marilyn McCoo et Billis Davis Jr. | You Don't Have To Be a Star (To Be in Show) |           |
| 15 janvier   | Leo Sayer                         | You Make Me Feel Like Dancing               |           |
| 22 janvier   | Stevie Wonder                     | I Wish                                      |           |
| 29 janvier   | Rose Royce                        | Car Wash                                    |           |
| 5 février    | Mary MacGregor                    | Torn Between Two Lovers                     |           |
| 12 février   | Mary MacGregor                    | Torn Between Two Lovers                     |           |
| 19 février   | Manfred Mann's Earth Band         | Binded by the Light                         |           |
| 26 février   | Eagles                            | New Kid in Town                             |           |
| 5 mars       | Barbra Streisand                  | Evergreen                                   |           |
| 12 mars      | Barbra Streisand                  | Evergreen                                   |           |
| 19 mars      | Barbra Streisand                  | Evergreen                                   |           |
| 26 mars      | Hall & Oates                      | Rich Girl                                   |           |
| 2 avril      | Hall & Oates                      | Rich Girl                                   |           |
| 9 avril      | ABBA                              | Dancing Queen                               |           |
| 16 avril     | David Soul                        | Don't Give Up on Us                         |           |
| 23 avril     | Thelma Houston                    | Don't Leave Me This Way                     |           |
| 30 avril     | Glen Campbell                     | Southern Nights                             |           |
| 7 mai        | Eagles                            | Hotel California                            |           |
| 14 mai       | Leo Sayer                         | When I Need You                             |           |
| 21 mai       | Stevie Wonder                     | Sir Duke                                    |           |
| 28 mai       | Stevie Wonder                     | Sir Duke                                    |           |
| 4 juin       | Stevie Wonder                     | Sir Duke                                    |           |
| 11 juin      | KC and the Sunshine Band          | I'm Your Boogie Man                         |           |
| 18 juin      | Fleetwood Mac                     | Dreams                                      |           |
| 25 juin      | Marvin Gaye                       | Got to Give It Up (Part 1)                  |           |
| 2 juillet    | Bill Conti                        | Gonna Fly Now                               |           |
| 9 juillet    | Alan O'Day                        | Undercover Angel                            |           |
| 16 juillet   | Shaun Cassidy                     | Da Doo Ron Ron                              |           |
| 23 juillet   | Barry Manilow                     | Looks Like We Made It                       |           |
| 30 juillet   | Andy Gibb                         | I Just Want To Be Your Everything           |           |
| 6 août       | Andy Gibb                         | I Just Want To Be Your Everything           |           |
| 13 août      | Andy Gibb                         | I Just Want To Be Your Everything           |           |
| 20 août      | The Emotions                      | Best of My Love                             |           |
| 27 août      | The Emotions                      | Best of My Love                             |           |
| 3 septembre  | The Emotions                      | Best of My Love                             |           |
| 10 septembre | The Emotions                      | Best of My Love                             |           |
| 17 septembre | Andy Gibb                         | I Just Want To Be Your Everything           |           |
| 24 septembre | The Emotions                      | Best of My Love                             |           |
| 1er octobre  | Meco                              | Star Wars Theme/Cantina Band                |           |
| 8 octobre    | Meco                              | Star Wars Theme/Cantina Band                |           |
| 15 octobre   | Debby Boone                       | You Light Up My Life                        |           |
| 22 octobre   | Debby Boone                       | You Light Up My Life                        |           |
| 29 octobre   | Debby Boone                       | You Light Up My Life                        |           |
| 5 novembre   | Debby Boone                       | You Light Up My Life                        |           |
| 12 novembre  | Debby Boone                       | You Light Up My Life                        |           |
| 19 novembre  | Debby Boone                       | You Light Up My Life                        |           |
| 26 novembre  | Debby Boone                       | You Light Up My Life                        |           |
| 3 décembre   | Debby Boone                       | You Light Up My Life                        |           |
| 10 décembre  | Debby Boone                       | You Light Up My Life                        |           |
| 17 décembre  | Debby Boone                       | You Light Up My Life                        |           |
| 24 décembre  | Bee Gees                          | How Deep Is Your Love                       |           |
| 31 décembre  | Bee Gees                          | How Deep Is Your Love                       |           |